# Olivuccio di Ciccarello

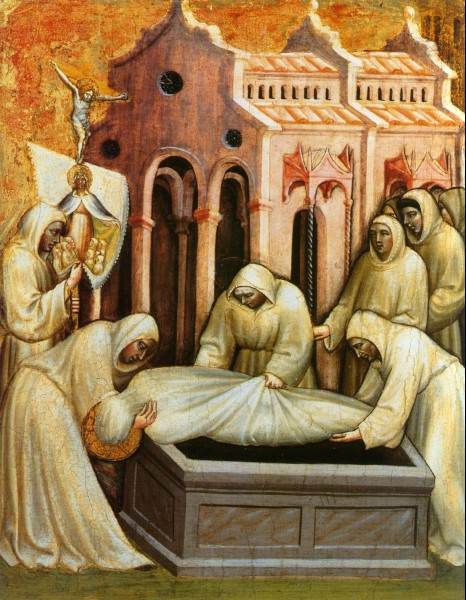
Olivuccio di Ciccarello: Enterrar a los muertos (de la serie Obras de misericordia). Museos Vaticanos.

Olivuccio di Ciccarello fue un pintor italiano nacido en fecha desconocida en Camerino (por lo que a menudo también se le cita como Olivuccio di Ciccarello da Camerino) y fallecido en 1439. Activo entre 1388 y 1439, fue el gran maestro de la pintura tardogótica en las Marcas a finales del siglo XIV y principios del XV, especialmente en la ciudad de Ancona. Uno de los encargos más importantes que recibió fue una la Adoración de los Magos, pintada por orden del duque de Milán Filippo Maria Visconti en 1429. Tal obra (actualmente perdida) estaba destinada al santuario de la Santa Casa de Loreto. Otras obras suyas se conservan en museos e iglesias de las Marcas (Ancona, Macerata Feltria, Camerino, Recanati, Fermo, Urbino, Mondavio), en los Museos Vaticanos y, fuera de Italia, en Estrasburgo, Cambridge, Estocolmo, Baltimore o Cleveland. Algunas de las obras de Olivuccio di Cicarrello fueron atribuidas en el siglo XX a un supuesto pintor contemporáneo suyo, Carlo da Camerino, y así aparecieron durante años en publicaciones sobre arte. En 2002 se demostró que Carlo da Camerino nunca había existido y que su firma, en realidad, correspondía a la de Olivuccio: el error de un historiador al transcribir su nombre originó la confusión.

## Obras
- Virgen con niño (1400), témpera sobre tabla, Mondavio, Palazzo Comunale.
- Crucifixión (1396), Macerata Feltria, iglesia de San Miguel Arcángel.
- Dormitio Virginis, témpera su tavola, Ancona, Pinacoteca "Francesco Podesti".
- Virgen de la Humildad y ángeles, témpera sobre tabla, Ancona, Pinacoteca "Francesco Podesti".
- Circuncisión, témpera sobre tabla, Ancona, Pinacoteca "Francesco Podesti".
- Obras de misericordia, Museos Vaticanos.